# Nama (peuple)
Pour les articles homonymes, voir Nama.
Les Nama (anciennement appelés Namaqua) forment une population de pasteurs d'Afrique australe qui vivent principalement en Namibie, également en Afrique du Sud et à un moindre degré au Botswana ; c'est une des principales branches khoïkhoï. Leur langue traditionnelle est le nama, une langue khoïsan, mais la plupart parlent maintenant l'afrikaans. Le peuple Nama est le groupe le plus important du peuple Khoïkhoï, dont la plupart ont disparu en tant que groupe. La plupart des clans Nama vivent en Namibie centrale, mais d'autres groupes plus restreints vivent dans le Namaqualand, à cheval entre la Namibie et l'Afrique du Sud.

## Ethnonymie
Selon les sources et le contexte, on recense différentes formes : Nama, Naman, Namaqa, Namaqua, Namaquois, Namaquas, Namas, Nawakwa, Rooi Nasie. Le terme Nama est la transcription du khoïkhoï ǀawa, qui signifie rouge
. Le terme qwa est un suffixe qui désigne un peuple, comme dans Griquas.
L'utilisation d'un ethnonyme commun a été introduite par les missionnaires et date du XIXe siècle, quand les Namas, sous la pression de la colonisation, se sont répandus, grâce au cheval, sur les territoires de la Namibie et de la Colonie du Cap. Rouges les désignent comme ni Noirs ni Blancs.
Appelés autrefois Hottentots, terme désormais chargé du racisme dont l'histoire les a accablés, les Namas forment aujourd'hui quatorze chefferies traditionnelles, dont les endonymes, parfois similaires nonobstant des variations dialectales, font l'objet de transcriptions approximatives et variables. Leurs exonymes ont parfois des connotations insultantes. Ces quatorze sous groupes ethniques sont représentés par autant de « Kaptein (de) » qui sont reconnus par la constitution. Ils se sont constitués à l'époque des explorateurs, avant la colonisation, par migrations.
| Endonyme      | Alias                     | Exonyme habituel                             | Traduction de l'exonyme                       | Siège                                                                  |
| ------------- | ------------------------- | -------------------------------------------- | --------------------------------------------- | ---------------------------------------------------------------------- |
| Gai-ǁkhaun    | ǁKhauben                  | Rooi Nasie                                   | Nation rouge (Namas) (en)                     | Hoachanas                                                              |
| ‡Aonin        |                           | Naranin, Hurinin ou Topnaar (de) méridionaux | « Haut de page » méridionaux                  | Rooibank au sud est de Walvis Bay                                      |
| !Gomen        |                           | Topnaar septentrionaux                       | « Haut de page » septentrionaux               | Sesfontein                                                             |
| !Gami-‡nûn    |                           | Bondelswarts (Cf. révolte des Bondelswarts)  | « Ballots noirs »                             | Warmbad (en)                                                           |
| !Khara-khoin  | !Khara-gai-khom           | « Fransmanne » ou gens de Simon Koper (de)   | Hottentots français                           | Gochas (de) et Lokgwabe                                                |
| ǁHaboben      |                           | Veldschoendrager (de)                        | Porte brodequins                              | Koës (de)                                                              |
| ǁÕ-gain       |                           | Groot Doden                                  | Grands tueurs                                 | Schlip (en)                                                            |
| ǁKhau-\|gõan  | ‡Khari-ǁkhaun             | Swartboois                                   | Gens de Petrus Swartbooi i.e. Pierre Boy noir | Rehoboth puis Salem, Ameib et Franzfontein, au nord ouest de Windhoek. |
| Kharo-!oan    | Tsain                     | Keetmanshoopers                              | Habitants de Keetmanshoop                     | Keetmanshoop (installation en février 1850)                            |
| !Aman         | !Amain                    | Bethanier                                    | Habitants de Bethanie                         | Bethanie (installation au XVIIIe siècle)                               |
| Hõa-\|aran    | ǁAixa-ǁain ou Toroxa-ǁain | Afrikaner (de)                               | Afrikanerophones                              | Fort ǁKhauxaǃnas (en) puis en 1840 Windhoek                            |
| Gai–ǀkhauan   |                           | Lamberts (en)                                | Gens d'Amraal Lambert (en)                    | Léonardville (en) (installation vers 1840)                             |
| ǀHai-\|khauan | ‡Khan-\|khauan            | Bersebaers                                   | Habitants de Berseba (en)                     | Berseba (en) (installation en 1812)                                    |
| ǀKhobesin     | !Uri-gamn                 | Witbooi (de)                                 | Gens de Hendrik Wittboy i.e. Henri Boy blanc  | Gibeon (installation en 1863)                                          |

Le premier est l'origine des huit suivants, qui s'en sont séparés pour fonder de nouvelles implantations depuis le Namaqualand vers un Damaraland aux contours alors imprécis. Les cinq derniers sont originaires de la Colonie du Cap. Précocement acculturés, ils sont regroupés sous le terme d'Oorlam, qui est également utilisé pour distinguer les Métis. Les Namadaman de Vaalgras (en) et des environs de Keetmanshoop sont des descendants de prisonniers de guerre Héréros acculturés.

## Histoire

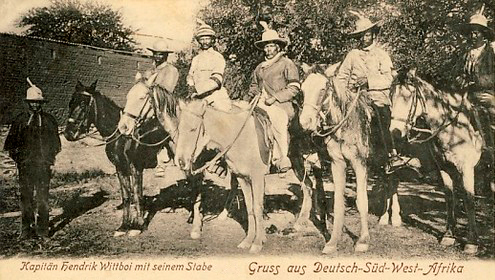
Le Kaptein Hendrik Witbooi (au centre) et ses compagnons namas (avant 1905).

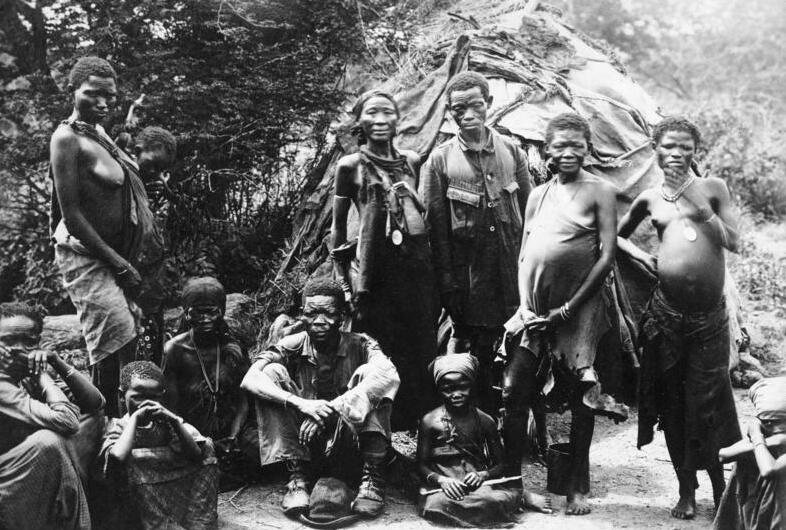
Famille Nama (1906)

Pendant des milliers d'années, les peuples Khoïsan d'Afrique du Sud et du sud de la Namibie ont mené une vie nomade, les Khoïkhoï étant des pasteurs et les San des chasseurs-cueilleurs. Les Nama sont un groupe Khoïkhoï. Ils vivaient à l'origine autour de l'Orange, dans le sud de la Namibie et le nord de l'Afrique du Sud. Les premiers colons les appelaient Hottentots. Leur autre nom historique, Namaqua, provient de l'ajout du suffixe khoïkhoï -qua/kwa, signifiant « lieu de » (que l'on retrouve dans les noms d'autres nations d'Afrique australe, comme les Griquas), au nom de la langue.

### Peuple Nama: Ascendance partielle des Khoïkhoï de la colonie du Cap (Afrique du Sud)
En avril 1652, Jan van Riebeeck, un fonctionnaire de la Compagnie néerlandaise des Indes orientales, arrive au cap de Bonne-Espérance avec 90 personnes pour fonder la première colonie néerlandaise à la demande de la compagnie. Ils y trouvèrent des indigènes appelés Khoïkhoï, qui s'étaient installés dans la région du Cap au moins mille ans avant l'arrivée des Néerlandais,.
Les Khoïkhoï du Cap pratiquaient l'agriculture pastorale ; ils furent les premiers pasteurs d'Afrique australe. Ils vivaient à côté des San, qui étaient des chasseurs-cueilleurs. Les Khoïkhoï possédaient beaucoup de Nguni et de petit bétail qu'ils faisaient paître autour du Cap. La région était bien adaptée à leur vie pastorale, car elle offrait suffisamment d'eau pour eux et leur bétail.
Au départ, lorsque les Hollandais ont fait escale au Cap sur la route de l'archipel indonésien, ils se sont préoccupés d'obtenir des produits frais et de l'eau pour leur population. L'Indonésie était riche en épices qui ne pouvaient être produites en Europe, d'où l'intérêt majeur des Néerlandais pour cette région. Les Néerlandais avaient réduit en esclavage un grand nombre d'Indonésiens pour les faire travailler dans leurs plantations. Au Cap, Van Riebeek tente d'abord d'obtenir du bétail, des terres et de la main-d'œuvre, mais lorsque les négociations échouent, plusieurs conflits éclatent. Les colons hollandais mènent des guerres contre les Khoïkhoï et s'emparent de leurs terres pour construire des fermes de blé et d'autres produits, et forcent de nombreux Khoïkhoï à travailler comme ouvriers. Les Hollandais s'emparent également du bétail et refusent l'accès aux pâturages et aux ressources en eau pour les indigènes ne travaillant pas pour eux. Sous l'influence de missionnaires, les Namas se christianisent au XVIIIe siècle et portent des prénoms bibliques.
Au cours des XVIIIe et XIXe siècles, alors que les conflits s'intensifient et que la colonisation hollandaise s'étend et occupe de plus en plus d'espace, l'expansion de la frontière de la colonie pousse les Khoïkhoï vers l'est dans la partie la plus orientale du Cap et dans les réserves indigènes de la « frontière fermée » (Transkei et Ciskei) et vers le nord à travers la « frontière ouverte » (Cap Nord et Afrique du Sud-Ouest/Namibie). Certains descendants des communautés khoïkhoï, dont les Nama, s'enfuient au nord de la colonie et traversent l'Orange pour entrer dans le Sud-Ouest africain allemand (actuelle Namibie).
En 1991, une partie du Namaqualand (patrie des Nama et l'une des dernières véritables régions sauvages d'Afrique du Sud) est baptisée Richtersveld National Park. En décembre 2002, les terres ancestrales, y compris le parc, sont rendues à la communauté et les gouvernements d'Afrique du Sud et de Namibie commencent à créer un parc transfrontalier allant de la côte ouest de l'Afrique australe à l'intérieur du désert, absorbant le parc national du Richtersveld. Aujourd'hui, ce parc est l'un des rares endroits où les traditions des Nama survivent. Ils s'y déplacent au rythme des saisons et parlent leur langue. Leur habitat traditionnel – la |haru oms, ou hutte à dôme portable recouverte de natte de jonc – protège du soleil brûlant et est facile à déplacer lorsque les pâturages se raréfient.

### Les Nama dans le Sud-ouest africain allemand (Namibie)
Après le partage unilatéral de l'Afrique entre les nations européennes lors de la conférence de Berlin (1884-1885), l'Empire allemand se voit accorder le territoire allant du sud de Lüderitz, à la pointe nord de la côte des Squelettes, en passant par Etosha, Waterberg, Omaruru, Rehoboth et, bien entendu, tout le territoire pastoral nama.
Certains groupes khoïkhoï, dont les Nama, sous la direction de David Witbooi (grand-père d'Hendrik Witbooi), avaient traversé l'Orange pour se rendre en Afrique du Sud-Ouest. David Witbooi fut le premier chef Khoïkhoï à établir une colonie Namaqua permanente au nord de l'Orange, à partir du milieu des années 1840. En 1863, il conduit finalement son peuple à Gibeon (centre-sud de la Namibie), où il développe une société égalitaire centrée sur le bétail, le commerce et le christianisme. Après sa mort en 1875, Moses Witbooi (le père d'Hendrik Witbooi) assume la fonction de chef jusqu'en 1883. Comme son père, Moses suit les pratiques chrétiennes et travaille en étroite collaboration avec Johannes Olpp, un missionnaire protestant affilié à la Rheinische Missionsgesellschaft (Société des missions du Rhin), qui arrive à Gibeon en 1868. Moses soutient les efforts d'Olpp pour construire une église et une mission, et contribue également à la création d'une école dans la colonie.

#### Conflits entre Nama et Herero
En juin 1884, Hendrik Witbooi prend la succession de son père à la tête de l'organisation et, cette année-là, il entreprend le premier de ses nombreux voyages avec son peuple vers le nord, dans le centre du Damaraland, à la recherche d'un nouveau lieu où s'établir. Il venait de démissionner de son poste de doyen de l'église un an auparavant (1883) et se présentait comme un prophète biblique, obtenant le soutien des familles les plus importantes de Gibeon. Witbooi établit une colonie à Hoorkrans l'année même où il quitte Gibeon. Hoornkrans était un territoire important contrôlé par les Herero, une puissante communauté pastorale bantoue dirigée par son chef Maharero (en). La décision de Witbooi d'étendre son influence à Hoornkrans déclenche un long conflit armé entre les deux tribus. Cependant, quelques mois avant le début du conflit, Maharero avait conclu un accord de protection avec des fonctionnaires de l'administration coloniale allemande nouvellement arrivée. Bien qu'il ait eu connaissance du traité conclu entre Maharero et l'Allemagne, Witbooi n'a jamais renoncé à sa décision d'affronter les Herero. Il faisait campagne pour la suprématie de sa tribu dans la colonie et il continua à se heurter aux autres communautés tribales protégées par l'Allemagne. Ces rivalités entre les Nama et les autres tribus posèrent un problème important au gouvernement impérial, car le mandat des Allemands sur la colonie s'affaiblissait progressivement. Les dirigeants allemands ont donc cherché à mettre immédiatement fin aux conflits entre les Herero et Witbooi.

#### Conflits entre Nama et Allemands
Les échauffourées ne tardent pas d'éclater entre les forces coloniales allemandes et les clans namas dirigés par leur chef, Hendrik Witbooi. Ce dernier est qualifié d'« insurgé » et ne reconnaît pas l'autorité des colons.
En juin 1886, le Reichskomissar Göring écrit à Witbooi pour l'encourager à mettre fin à ses actions hostiles dans la colonie. Il demande au chef Nama de retourner chez lui, à Gibeon, auprès de son père et de sa tribu, et d'y vivre en paix. Il l'avertit que le gouvernement allemand ne peut permettre aux chefs qui se sont placés sous sa protection de soutenir son ambition de conduire une chefferie protégée à la guerre. Witbooi et son peuple ignorent cet avertissement et poursuivent leur campagne de domination contre les Herero. La même année, Louis Nels, officier adjoint de Göring, écrit à Witbooi pour l'inviter à participer à une réunion de conciliation entre les différentes communautés belligérantes à Walvis Bay. Les autorités allemandes espéraient ainsi faciliter la conclusion d'un traité de paix, mais le chef Nama n'a pas donné suite à cette demande et a écrit une lettre en réponse à Nels pour lui dire qu'il ne l'écouterait pas. Il a fait savoir à Nels qu'il était un chef de tribu libre et un homme autonome qui n'avait de comptes à rendre qu'à Dieu. Les fonctionnaires allemands ne répondent pas à Witbooi. Les limites de leur mandat apparaissant au grand jour, les fonctionnaires impériaux ne savaient plus comment mettre fin à la violence.
En juin 1888, Göring écrit au chancelier Otto von Bismarck et décrit la situation générale comme « peu encourageante ». En avril 1889, Göring va jusqu'à menacer Witbooi et sa tribu d'une guerre ouverte s'il ne cesse pas ses attaques contre les groupes alliés à l'Allemagne. La résistance de Witbooi incite les responsables politiques à chercher des solutions immédiates à l'instabilité au sein du Sud-ouest africain allemand. Après 1889, la présence militaire de l'Allemagne dans la colonie a commencé à croître de manière exponentielle. En mars 1893, le chancelier von Caprivi proclame le Sud-ouest africain « colonie de peuplement ». En novembre de la même année, l'empereur Guillaume II nomme Curt von François au poste de Landeshauptmann. Fanatique, François considérait Witbooi avec dédain et le considérait comme un adversaire facile à vaincre. Il pensait que ses prédécesseurs avaient fait preuve de faiblesse dans leurs relations avec le chef Nama et qu'ils avaient fait trop de concessions. François est convaincu que seule une sévérité implacable permettra de mettre un terme définitif à la résistance de Witbooi. Dans un premier temps, le fonctionnaire allemand tente de l'inciter à se soumettre en lui versant une somme annuelle de cinq mille marks, mais le chef Nama ne cède pas,.
François est poussé par la Société coloniale à prendre des mesures contre Witbooi. Le 12 avril 1893, il lance une attaque surprise contre Witbooi et sa tribu à Hoornkrans. 214 soldats sont envoyés avec pour objectif de « détruire la tribu Nama de Witbooi ». Bien que ce dernier et la majorité de ses soldats aient échappé à l'encerclement, les troupes allemandes tuent près d'une centaine de femmes et d'enfants dans leur sommeil. Les Nama n'étaient pas préparés à ce raid, car François était encore attaché à la neutralité. Auparavant, Hendrik avait scrupuleusement évité de nuire aux Allemands, mais il était désormais contraint de les affronter. Au cours d'une série d'escarmouches qui durèrent plus d'un an, les Nama remportèrent de grands succès, volant des chevaux et du bétail au quartier général allemand de Windhoek. À la fin de l'année 1893, Theodor Leutwein remplace von François. Il est nommé dans la colonie pour enquêter sur les raisons de l'échec persistant de la soumission des Nama. En juillet 1894, Leutwein demande 250 soldats supplémentaires. Avec cette armée élargie, il a pu vaincre les Nama qui, à l'époque, n'avaient plus de munitions ; les Anglais du Cap et de Walvis Bay ayant refusé de les aider. Leutwein réussit à soumettre les Nama et à forcer Hendrik à signer un traité de protection,.

#### Génocide des Nama et Herero (1904-1908)
En juin 1904, l'empereur Guillaume remplace Leutwein par le lieutenant-général Lothar von Trotha ; comme son prédécesseur, von Trotha pense que la violence mettra fin aux guerres dans la colonie. Il applique une politique d'extermination de toutes les tribus africaines.

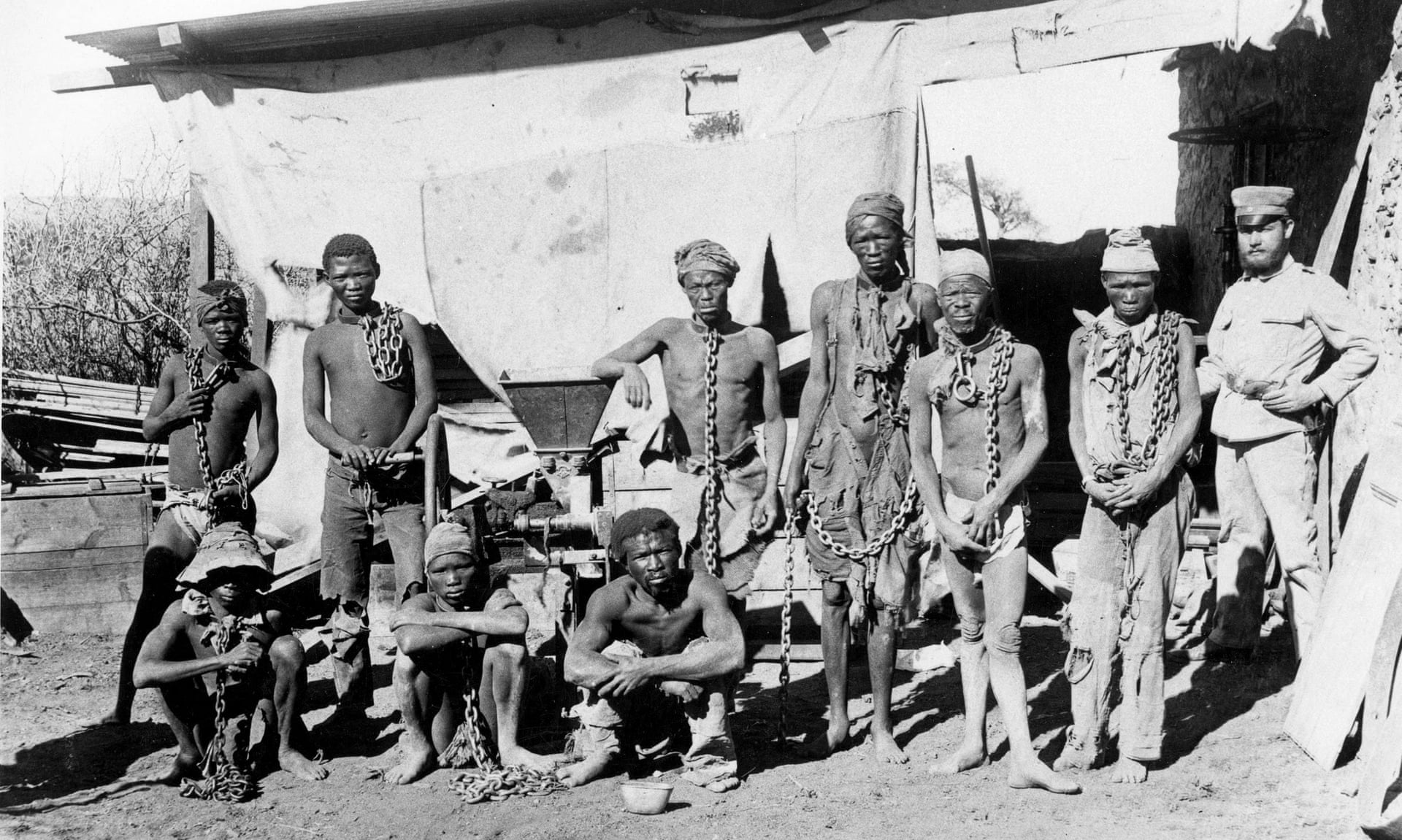
Prisonniers durant le génocide des Héréros et des Namas

Les Nama sont des combattants. À l'époque précoloniale, les Nama et les Herero se disputaient le contrôle des pâturages dans le centre de la Namibie. La bataille se poursuit pendant la majeure partie du XIXe siècle.
De 1904 à 1908, l'Empire allemand, qui avait colonisé l'actuelle Namibie, mène une guerre contre les Nama et les Héréros (un groupe d'éleveurs bantous), ce qui conduit à leur génocide. En 1905, de nombreux Namas sont massivement déportés vers Shark Island, rejoignant les Héréros : un rapport de 1917-1918 rédigé par Thomas O'Reilly parle de près de 20 000 Namas morts des suites de mauvais traitements, disette, et exécutions, Cette initiative est motivée par le désir des Allemands d'établir une colonie prospère, ce qui nécessite de chasser les populations indigènes de leurs terres agricoles,. D'importants troupeaux de bétail sont confisqués et les Nama et Herero sont chassés dans le désert et, dans certains cas, internés dans des camps de concentration sur la côte,. En outre, les Nama et les Herero sont contraints de travailler comme esclaves pour construire des chemins de fer et extraire des diamants pendant la ruée vers le diamant (en).
En 1915, le Territoire du Sud-Ouest africain, future Namibie, passe sous protectorat britannique.
En 1918, le jeune juge britannique Thomas O'Reilly  rédige un rapport accablant, le Blue Book (« Union of South Africa – Report On The Natives Of South-West Africa And Their Treatment By Germany »), réédité en 2015.
À la suite de la découverte de diamants à l'embouchure du fleuve Orange dans les années 1920, des prospecteurs se sont installés dans la région, construisant des villes comme Alexander Bay et Port Nolloth, processus qui s'est accéléré avec l'appropriation des terres traditionnelles qui avait commencé dès le début de l'ère coloniale. Sous le régime d'apartheid, les derniers pasteurs furent encouragés à se fixer dans les villages d'un territoire appelé « Namaland » situé au sud.
À l'aube du XIXe siècle, les Oorlam ont empiété sur le Namaqualand et le Damaraland. Ils descendent également des indigènes Khoïkhoï, mais il s'agit d'un groupe d'ascendance mixte comprenant des Européens et des esclaves de Madagascar, d'Inde et d'Indonésie. Après deux siècles d'assimilation à la culture Nama, de nombreux Oorlam considèrent aujourd'hui le khoïkhoï (Damara/Nama) comme leur langue maternelle, tandis que d'autres parlent l'afrikaans. La distinction entre Nama et Oorlam a progressivement disparu au fil du temps, au point qu'ils sont aujourd'hui considérés comme un seul et même groupe ethnique, malgré leurs origines différentes.
Le 20 septembre 2011, les Herreros et les Namas reçoivent vingt crânes de leurs ancêtres lors d'une cérémonie à l'hôpital universitaire de la Charité de Berlin ; malheureusement, l'identité des victimes à qui appartenaient ces crânes n'a pas été déterminée, mais les scientifiques de l'hôpital de la Charité sont certains qu'ils proviennent de Namibie.
En juillet 2015, une motion est déposée au Bundestag par le député Niema Movassat, pour le parti de gauche Die Linke : 

« Le parlement allemand se souvient des atrocités commises par les troupes coloniales de l’empire allemand dans son ancienne colonie du Sud-Ouest africain, et entend honorer la mémoire des victimes de massacres, d’expulsions, d’expropriations, de travail forcé, de viols, d’expérimentations médicales, de déportations et d’enfermements inhumains dans des camps de concentration. La guerre d’extermination menée par les troupes coloniales allemandes entre les années 1904 et 1908 a entraîné la mort de 80 % du peuple herero, de plus de la moitié du peuple nama et d’une large partie des groupes ethniques Damara et San. »

## Population et génétique

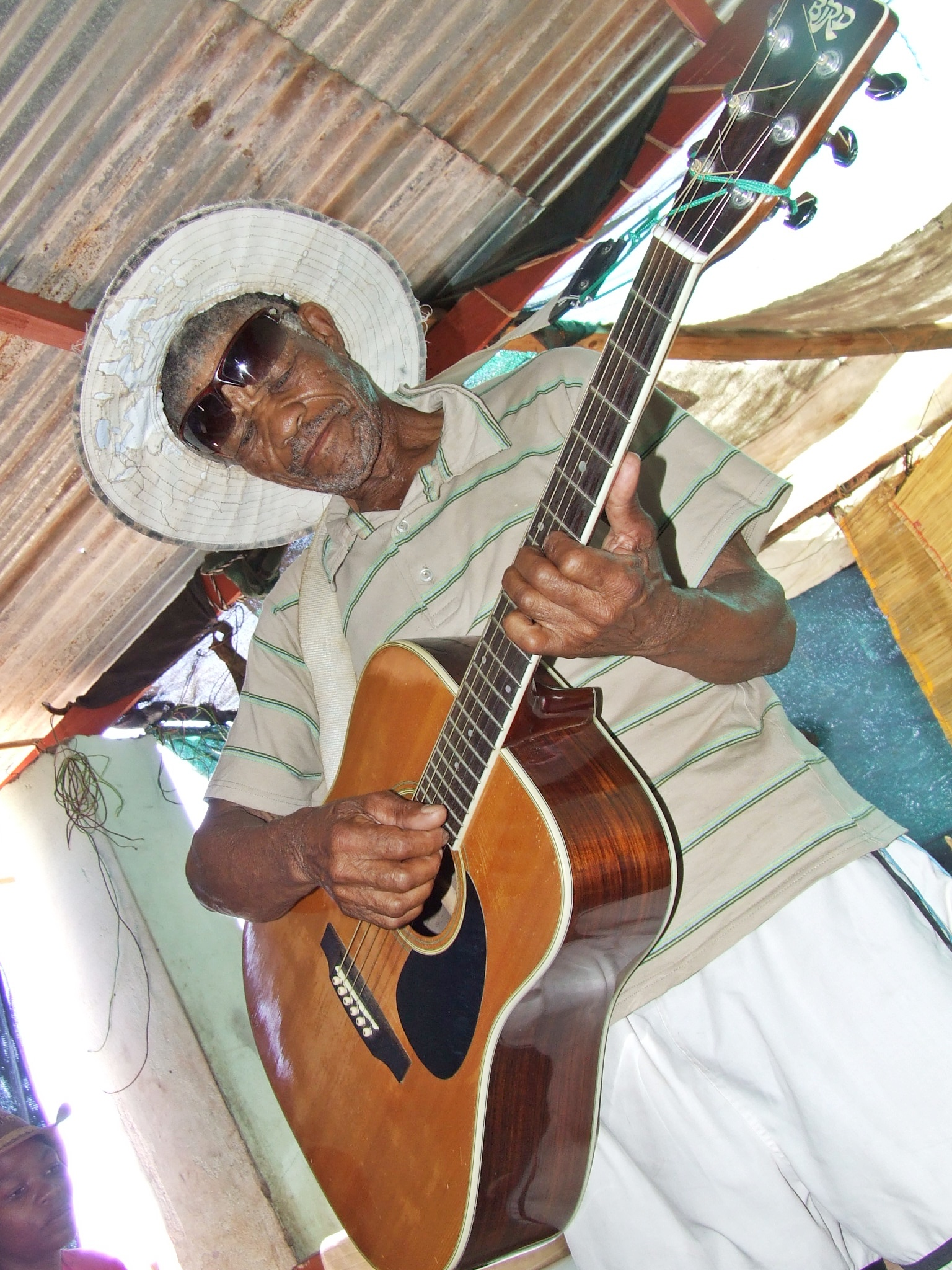
Nama jouant de la guitare près de Bethany (Namibie).

Les pasteurs Namaqua parlant le khoekhoe d'aujourd'hui présentent des proportions élevées de mélange est-africain, liant l'ascendance est-africaine aux bergers khoïkhoïs : ils ont beaucoup en commun avec les San, partageant les mêmes racines et caractéristiques linguistiques. C'est pour cela qu'on les regroupe sous le nom de Khoïsan.
Les Namaquas vivaient sur le fleuve Orange au Sud de la Namibie et au Nord de l'Afrique du Sud. Les premiers colons les appelaient les Hottentots.

## Économie et culture

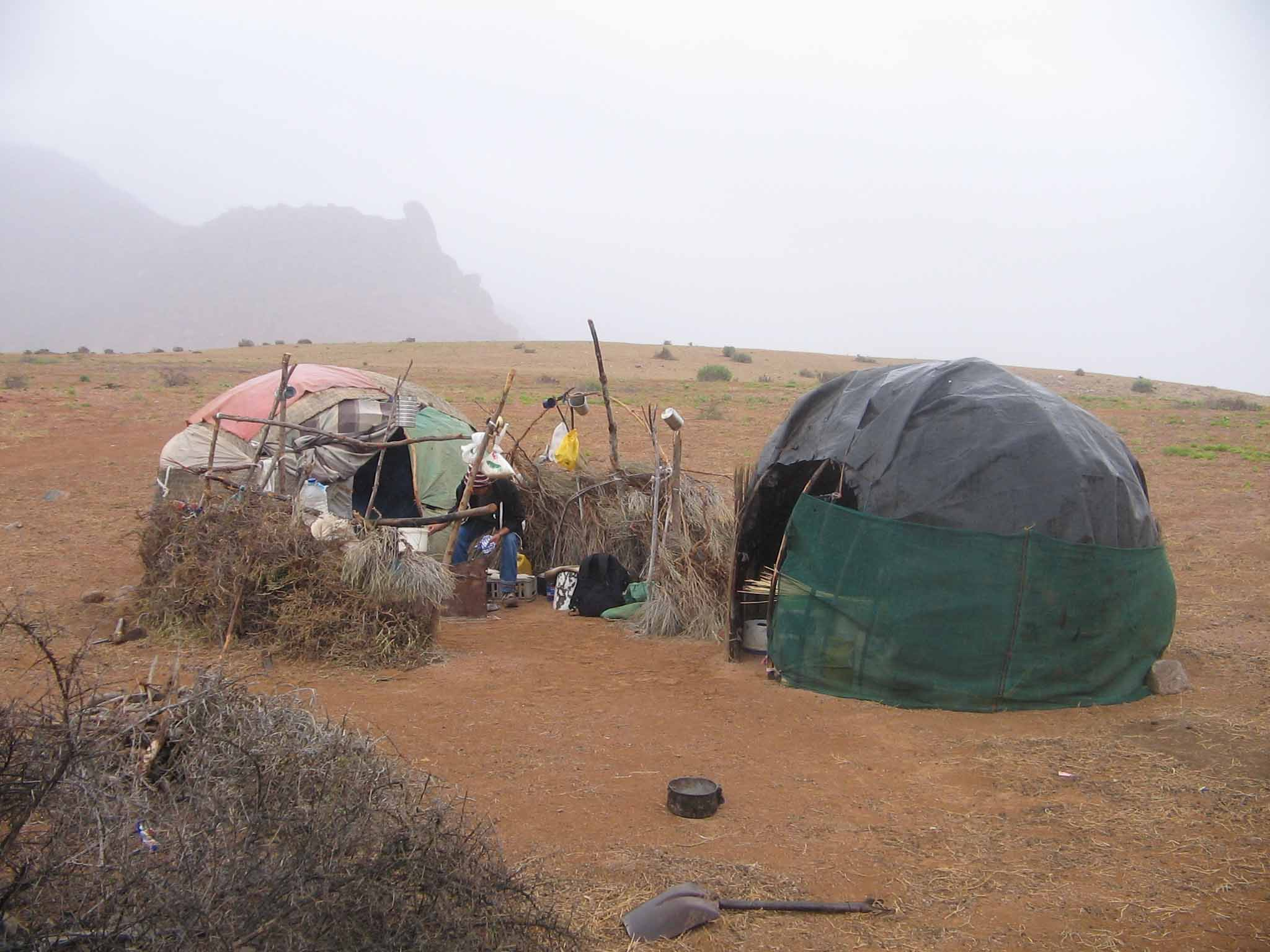
Tentes Nama en Afrique du Sud

En général, les Nama pratiquent une politique de propriété communale des terres. La musique, la poésie et les contes sont très importants dans la culture Nama et de nombreuses histoires ont été transmises de génération en génération.
La culture Nama est riche des capacités musicales et littéraires de son peuple. La musique traditionnelle, les contes populaires, les proverbes et les poèmes d'éloge ont été transmis de génération en génération et constituent la base d'une grande partie de leur culture. Les Nama sont connus pour leur artisanat : travail du cuir, kaross et nattes en peau, instruments de musique (tels que les flûtes en roseau), bijoux, pots en argile et récipients à poudre en écaille de tortue.
De nombreux Nama du sud de la Namibie ont perdu leurs terres pendant la domination allemande. Le ministre namibien de la réforme agraire, Uutoni Nujoma, a été accusé de préférer les Namibiens d'autres régions aux Nama de souche.

### Robes
Le costume traditionnel des femmes Nama consiste en de longues robes formelles qui ressemblent à la mode traditionnelle victorienne. Les robes longues et fluides ont été développées à partir du style des missionnaires dans les années 1800, et ces vêtements traditionnels font aujourd'hui partie intégrante de la culture Nama.

### Habitation
La hutte nama, également appelée matjieshuis, est une hutte ronde traditionnellement faite de nattes de roseau joliment dessinées sur une ossature de bâtons. Correspondant à leur vie nomade d'autrefois, la matjieshuis fait toujours partie de la vie des habitants du Richtersveld, une région constituée de déserts montagneux dans le nord-ouest de l'Afrique du Sud. Dans les villages actuels de cette région, les matjieshuise sont utilisées comme lieu de stockage, comme cuisine, comme lieu de repos, ou encore pour fournir aux touristes un hébergement. Ces huttes, appelées haru en langue nama, sont faites de nattes de roseaux tressées soigneusement en forme de ruche. C'est une maison d'habitation pour toutes les saisons : elle est fraîche et bien ventilée en été, elle est naturellement isolée par les tapis de roseaux en hiver, et protégée de la pluie par les tiges poreuses qui se gonflent d'eau. Tous les matériaux sont organiques. Femmes et hommes participent à la fabrication : à la collecte des matériaux, à la préparation des tapis et à l'assemblage de la hutte, dans un processus minutieux et méticuleux qui est resté un véritable art nama.

### Villages
Traditionnellement, les camps Nama comptent de 5 à 30 huttes. Ces huttes sont des dômes circulaires dont les portes sont orientées vers le centre du camp. Elles sont également disposées de manière hiérarchique, le chef étant placé à l'ouest et faisant face à l'est. Les autres familles sont placées en fonction de leur ancienneté : les frères aînés et leur famille se trouvent à l'extrême droite, tandis que les frères cadets et leur famille se trouvent à gauche. Il n'y a pas d'enclos pour le bétail adulte. Les bêtes sont censées dormir devant les huttes de leurs propriétaires. Les veaux et les agneaux sont placés dans un espace clos au milieu du camp. Les huttes sont tapissées de nattes en roseau fabriquées par les femmes. Les nattes sont placées sur des cadres en bois. Les roseaux sont capables d'absorber l'eau, protégeant ainsi des pluies d'été. Ces huttes sont très mobiles, mais aussi stables, puisqu'elles peuvent être démontées en moins d'une heure. Elles sont également réutilisables.

### Religion
Ils ont largement abandonné leur religion traditionnelle grâce aux efforts soutenus des missionnaires chrétiens (et maintenant musulmans). La majorité des Nama de Namibie sont donc aujourd'hui chrétiens, les musulmans représentant une minorité importante des Nama de Namibie.

### Funérailles
Autrefois, les funérailles n'étaient pas l'occasion d'un grand rassemblement social. Les Nama enterraient simplement le corps et ne parlaient plus jamais de la personne par crainte des esprits. Aujourd'hui, les funérailles sont synonymes de solidarité sociale. C'est la position de la personne dans la communauté qui détermine le lieu de l'enterrement. Les membres de la famille proche du défunt passent une semaine à préparer le site de la tombe, à creuser et à utiliser des barils de pétrole aplatis comme draps. Le deuil proprement dit a lieu trois jours avant l'enterrement. Pendant les deux premières nuits du deuil, on chante des hymnes, on prêche et on prie. Le dernier jour du deuil et le jour de l'enterrement, des discours sont prononcés et des messages de condoléances sont envoyés. La tombe elle-même est revêtue de briques et, une fois le corps à l'intérieur, une planche de bois est posée sur le dessus avant d'être recouverte de terre. Ce type de sépulture facilite la conservation du corps.

### Mariage

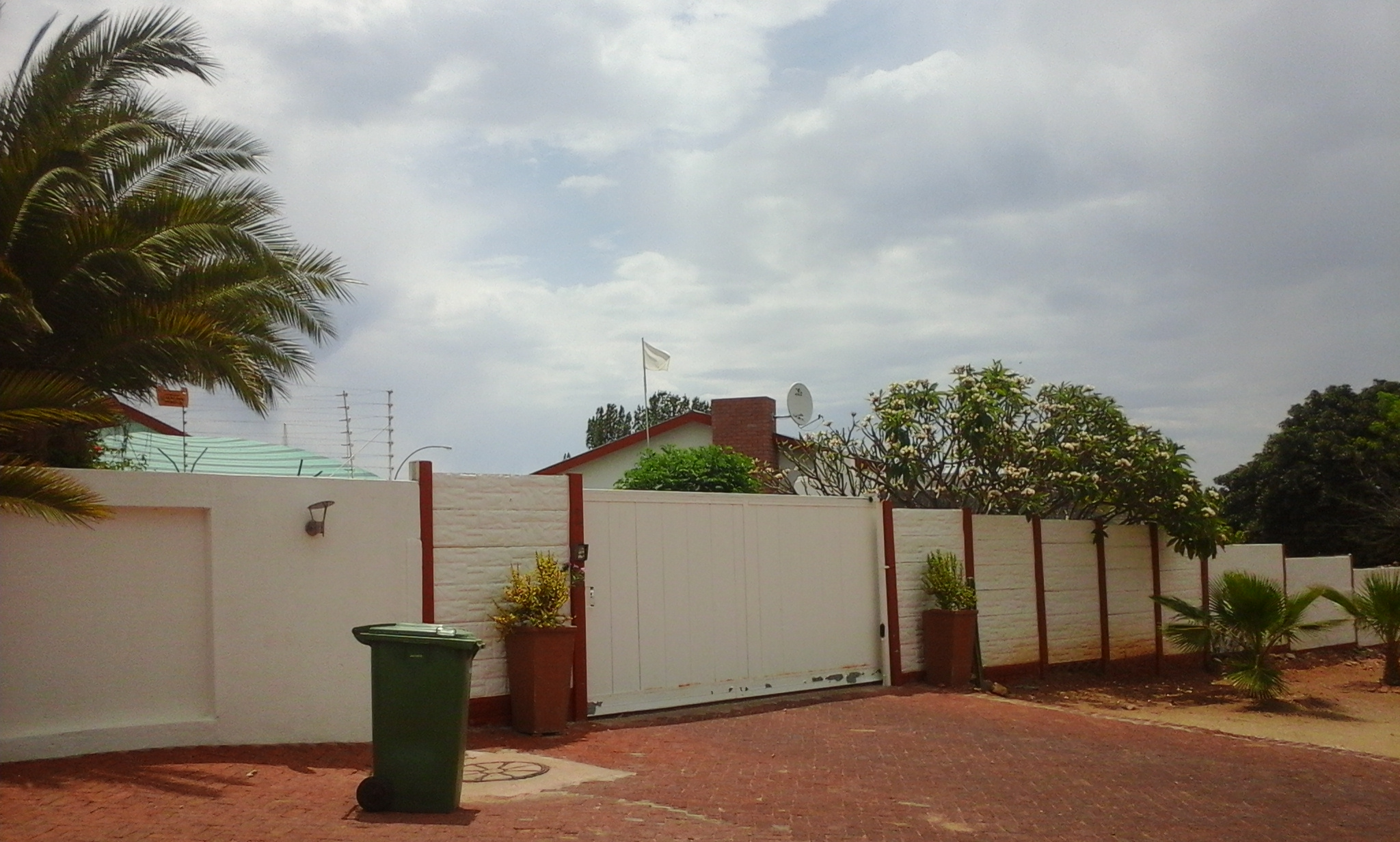
Une maison dans la banlieue de Hochland Park à Windhoek. Le drapeau blanc indique que des dispositions ont été prises en vue d'un mariage.

Les Nama ont un ritle de mariage complexe. L'homme doit d'abord discuter de ses intentions avec la famille. Si elle est d'accord, elle l'informera des coutumes à respecter auprès de la famille de la mariée et l'accompagnera ensuite jusqu'à l'endroit où elle habite. La cour de la maison de la mariée est préparée avant l'arrivée de la famille du futur mari, des peaux d'animaux sont disposées dans les coins pour que les différents groupes puissent s'asseoir et discuter.
La famille du marié demande l'ouverture de la porte. Si la demande est acceptée, le marié est interrogé sur les détails de la mariée, notamment sur les circonstances de leur première rencontre et sur la manière d'identifier ses marques corporelles afin de s'assurer qu'ils se connaissent bien tous les deux. Si la mariée est enceinte ou a déjà des enfants de son futur mari ou de quelqu'un d'autre, elle est soumise à la cérémonie de « purification de la porte » (abattage et consommation d'une chèvre blanche comme la neige). Après quelques jours, le rituel du mariage se poursuit en sens inverse : la famille de la mariée rend visite au clan du marié. Si les deux clans sont satisfaits, les fiançailles sont annoncées.
Lors des fiançailles, la famille du marié apporte des animaux vivants à la maison de la famille de la mariée. Les animaux sont abattus, suspendus à trois bâtons et chaque partie est offerte à la famille de la mariée. D'autres objets, comme des sacs de sucre ou de farine, ne sont offerts que par deux ou quatre pour indiquer qu'il y aura toujours de la nourriture en abondance. Ce processus est également célébré à l'inverse dans la maison de la famille du marié. Des drapeaux blancs sont installés sur les maisons des deux familles. Ils ne sont jamais enlevés, mais se fanent ou sont emportés par le vent un jour.
Les préparatifs du mariage peuvent durer jusqu'à un an. La famille du marié offre un cadeau à la mère de la mariée, traditionnellement une vache et un veau, car elle a élevé la mariée à son sein. Ce cadeau s'accompagne d'un processus de négociation qui peut durer des semaines. Le jour du mariage, les deux familles fournissent des animaux et d'autres aliments qu'elles apportent à la maison de la mariée. Le mariage lui-même a lieu dans une église. Les festivités qui s'ensuivent peuvent durer plusieurs jours. La première nuit qui suit le mariage, le couple passe la nuit séparément. Le lendemain matin, ils se mettent en route vers leur propre maison.